# جاريت بايرز
جاريت بايرز (بالإنجليزية: Jarrett Byers)‏ هو لاعب كرة قدم أمريكية أمريكي، ولد في 30 أغسطس 1985 في كانساس سيتي في الولايات المتحدة.